# Wodzin Prywatny
Wodzin Prywatny – wieś w Polsce położona w województwie łódzkim, w powiecie łódzkim wschodnim, w gminie Tuszyn.
| SIMC    | Nazwa  | Rodzaj    |
| ------- | ------ | --------- |
| 0554299 | Janów  | część wsi |
| 0554307 | Wodzin | część wsi |

W latach 1975–1998 miejscowość administracyjnie należała do województwa piotrkowskiego.